# Оушан Сити (Вашингтон)
Оушан Сити (енгл. Ocean City) насељено је место без административног статуса у америчкој савезној држави Вашингтон.

## Демографија
По попису из 2010. године број становника је 200, што је 17 (-7,8%) становника мање него 2000. године.
| Група             | 2000.       | 2010.       |
| Белци             | 193 (88,9%) | 160 (80,0%) |
| Афроамериканци    | 2 (0,9%)    | 1 (0,5%)    |
| Азијати           | 1 (0,5%)    | 10 (5,0%)   |
| Хиспаноамериканци | 6 (2,8%)    | 11 (5,5%)   |
| Укупно            | 217         | 200         |